# Os Lobos
Os Lobos és una pel·lícula muda portuguesa de ficció i drama, dirigida per Rino Lupo el 1923. Prenent com a base l'obra teatral "Os Lobos: Tragédia Rústica em Três Actos" (1920) de Francisco Lage e João Corréa d'Oliveira, el llargmetratge es va convertir en un dels majors èxits cinematogràfics portuguesos de la dècada del 1920, assolint difusió internacional i sent identificat com una de les principals influències en l'estil cinematogràfic i la narrativa poètica de l'escola de cinema portuguesa durant les dècades següents.

## Argument
Després de complir una condemna per un delicte passional, Ruivo, un llop de mar, arriba a un poble de Serra da Cabreira, dominat per la tradició patriarcal, on la dona s'encarrega de les tasques domèstiques o recull llenya i l'home vetlla pels ramats o tala arbres per fer carbó, convertint-se en un element de fascinació i ruptura de l'estructura arcaica.

## Repartiment
- José Soveral · Ruivo
- Branca de Oliveira · Luzia
- Sarah Cunha · Águeda
- Joaquim Avelar · Gardunho
- Joaquim Almada · Tónio
- Eduardo Ríos · São Gens
- Francisco Amores · Sílvio, el Pescador
- Joaquim Moreira · Simão do Anho, Pare de Tónio
- Flora Frizzo · Andreza, Mare de Tónio
- Aida de Oliveira · Iria
- Manuel Baptista · Tio Gemil
- Ricardina Maia · Rita
- Jeanne Nancray · Silvana
- Carmencita Díaz · Celeste
- Palmira Avelar · Cotovia
- Santos Castro · Tobias
- Carmen Alves

## Producció
Inspirat en el cinema del Nord d'Europa i l'obra teatral ambientada originalment a Castro Laboreiro dels dramaturgs portuguesos Francisco Lage i João Corréa d'Oliveira, amb només una escena inicial filmada a l'estudi, on apareixen els guionistes de l'obra i el director per convidar l'espectador a conèixer la seva narrativa, Os Lobos es va rodar només en decoracions exteriors, amb llum natural, durant el novembre de 1922 i gener i febrer de 1923, immortalitzant el paisatges naturals de Foz do Douro i Serra da Estrela, així com Porto de Leixões, a Matosinhos, i les localitats de Nelas, districte de Viseu, i São Romão i Valezim, a Seia, districte de Guarda, com eren a principis del segle xx. Volent recrear un naturalisme realista, el director va optar per seleccionar actors gairebé tots desconeguts per al gran públic, amb les úniques excepcions de Joaquim Almada i Sarah Cunha, que ja havien representat l'obra original quan es va estrenar al Teatro Nacional Almeida Garrett.
Conegut per no complir els terminis ni tenir cap disciplina de producció, durant el rodatge el projecte va superar cinc vegades el pressupost previst de 50 contes, obligant a la productora cinematogràfica de Porto Ibéria Film Lda. A tancar la seva activitat durant el muntatge de la pel·lícula.
Malgrat la fallida de la seva productora, gràcies al finançament d'alguns patrocinadors privats, Os Lobos va tenir la seva preestrena el 2 de maig de 1923 i es va estrenar el 7 de maig del mateix any, amb vuit parts, al animatògraf, teatre i sala de festes Jardim Passos Manoel, a Porto, seguida de la seva distribució i exhibició en diversos cinemes, fires i espais improvisats de projecció de la pel·lícula arreu del país, com ara a la Terrassa Salão Foz e Chiado de Lisboa, el 12 de maig de 1924, amb sis parts. A causa de l'enorme èxit que va tenir a nivell nacional, després d'una nova edició, la pel·lícula també es va mostrar a fora de les fronteres, concretament a través de la distribució realitzada per Gaumont a França.

## Restauració i reconeixements
Vuitanta-vuit anys després de la seva estrena original i amb el descobriment d'una còpia de la pel·lícula de Rino Lupo, considerada una obra mestra del cinema mut europeu, a França, Os Lobos es va restaurar el 2011, i posteriorment es va integrar a la programació de diversos festivals de cinema d'arreu d'Europa, com el II Festival de Cinema Portuguès al Regne Unit.
El 2017 a través del treball de rescat de memòria de Cinemateca Portuguesa, les pel·lícules Mulheres da Beira i Os Lobos van ser tractades i restaurades, rebent un nou llançament en DVD, amb música original d'António Tomás de Lima i Nicholas McNair. La campanya va inaugurar una sèrie d'edicions dedicades a la ficció portuguesa produïdes entre 1896 i 1930, així com un nou interès i despertar per la carrera oblidada de Rino Lupo, generant el documental Lupo el 2019.